# Xylopia acunae
Xylopia acunae este o specie de plante angiosperme din genul Xylopia, familia Annonaceae, descrisă de Attila L. Borhidi și Del-risco. Conform Catalogue of Life specia Xylopia acunae nu are subspecii cunoscute.